# Modern Love (film fra 1918)
Modern Love er en amerikansk stumfilm fra 1918 af Robert Z. Leonard.

## Medvirkende
- Mae Murray - Della Arnold
- Philo McCullough - Julian Lawrence
- Arthur Shirley - George Addison
- Claire Du Brey - Myrtle Harris
- George Chesebro - Wilbur Henderson